# Buse Arıkazan
Buse Arıkazan (* 8. Juli 1994 in Altındağ) ist eine türkische Leichtathletin, die sich auf den Stabhochsprung spezialisiert hat.

## Sportliche Laufbahn
Erste internationale Erfahrungen sammelte Buse Arıkazan 2012 bei den Juniorenweltmeisterschaften in Barcelona, bei denen sie mit 3,95 m in der Qualifikation ausschied. Im Jahr darauf erreichte sie bei den Junioreneuropameisterschaften in Rieti das Finale, konnte dort aber keine Höhe überqueren. Anschließend siegte sie bei den Islamic Solidarity Games in Palembang mit 3,95 m. 2015 nahm sie an den U23-Europameisterschaften in Tallinn teil, schied dort aber mit 3,85 m in der Qualifikation aus. 2017 verteidigte sie bei den Islamic Solidarity Games in Baku mit 4,15 m ihren Titel und 2018 belegte sie bei den Mittelmeerspielen in Tarragona mit 4,21 m Rang fünf. Im Jahr darauf wurde sie bei der Sommer-Universiade in Neapel mit 4,31 m Sechste. Anschließend siegte sie bei den Balkan-Meisterschaften in Prawez mit einer Höhe von 4,35 m. Im Jahr darauf gewann sie dann bei den Balkan-Hallenmeisterschaften in Istanbul mit 4,20 m die Silbermedaille und 2021 wurde sie bei den Hallenmeisterschaften ebendort mit 4,20 m Vierte. Ende Juni gewann sie bei den Balkan-Meisterschaften in Smederevo mit 4,40 m die Bronzemedaille und 2022 sicherte sie sich bei den Balkan-Hallenmeisterschaften in Istanbul mit 4,30 m die Silbermedaille hinter der Griechin Eleni-Klaoudia Polak. Im Mai siegte sie mit 4,37 m bei Filahtlitikos Kallithea und gewann anschließend bei den Balkan-Meisterschaften in Craiova mit 4,30 m die Bronzemedaille hinter den Griechinnen Nikoleta Kyriakopoulou und Eleni-Klaoudia Polak. Im August siegte sie mit einer Höhe von 4,00 m bei den Islamic Solidarity Games in Konya, ehe sie bei den Europameisterschaften in München in der Qualifikationsrunde keinen gültigen Versuch zustande brachte.
2023 schied sie bei den Halleneuropameisterschaften in Istanbul mit 4,10 m in der Qualifikationsrunde aus und im Juni wurde sie bei der 1. Liga der Team-Europameisterschaft im Rahmen der Europaspiele in Chorzów mit 4,10 m Siebte im B-Finale. Im Jahr darauf belegte sie bei den Balkan-Hallenmeisterschaften in Istanbul mit 4,30 m den vierten Platz. Ende Mai gewann sie bei den Freiluft-Balkan-Meisterschaften in Izmir mit 4,00 m die Bronzemedaille hinter den Griechinnen Eleni-Klaoudia Polak und Ariadni Adamopoulou. 2025 gewann sie bei den Balkan-Hallenmeisterschaften in Belgrad mit 3,95 m die Silbermedaille hinter der Ukrainerin Jana Hladijtschuk.
In den Jahren 2011 und 2018 sowie 2019 und 2021 und 2022 wurde Arıkazan türkische Meisterin im Stabhochsprung im Freien sowie 2017 und 2019 und 2020 und 2024 auch in der Halle.